# Sport in Molise
Lo sport in Molise si è sviluppato ad un certo livello solo dal secondo dopoguerra in poi.

## Principali impianti sportivi
- Stadio Antonio Molinari di Campobasso
- Stadio Gino Cannarsa di Termoli
- Stadio Mario Lancellotta di Isernia
- Stadio Marchese Alessandro del Prete di Venafro
- Stadio Civitelle di Agnone
- Stadio Adriano Colalillo di Bojano
- Stadio Filippo Di Tella di Vastogirardi
- PalaUNIMOL Palazzetto dello sport dell'Università del Molise
- PalaVazzieri Campobasso
- La Molisana Arena Campobasso
- Palazzetto dello sport Liborio Fraraccio di Isernia
- Palasabetta di Termoli
- Palapedemontana di Venafro
- Palasport di Ferrazzano
- PalaBrillià
- Piscina comunale di Isernia
- Piscina comunale di Termoli
- Piscina comunale di Campobasso
- Piscina provinciale di Venafro

## Principali società sportive

### Basket
Pallacanestro Maschile:
- Olimpia Nuovo Basket Campobasso
- AS Basket Bojano
- Molisana Basket Campobasso
- Nuovo Basket Campobasso
- Virtus Pallacanestro Termoli
- Airino Basket Termoli
- Basket Bojano
- Basket Colletorto
- Basket Maccabi Ripa
- Basket Venafro
- A.S.D. Il Globo BASKET Isernia
- Fortitudo Pallacanestro Venafro

Pallacanestro Femminile
- Magnolia Basket Campobasso

### Calcio
Calcio Maschile:
Lista delle squadre molisane ai primi 4 livelli del campionato italiano o con almeno 5 partecipazioni al campionato di Serie D quando rappresentava il V livello.
| Pos. | Società          | I livello | II livello | III livello | IV livello | Totale | Stagione 2025-2026 |
| ---- | ---------------- | --------- | ---------- | ----------- | ---------- | ------ | ------------------ |
| 1    | Campobasso       | -         | 5          | 13          | 39         | 57     | Serie C            |
| 2    | Termoli          | -         | -          | -           | 13         | 13     | Serie D            |
| 3    | Olympia Agnonese | -         | -          | -           | 7          | 7      | Eccellenza         |
| 4    | Isernia          | -         | -          | -           | 6          | 6      | Eccellenza         |
| 5    | Vastogirardi     | -         | -          | -           | 5          | 5      | inattivo           |
| 6    | Bojano           | -         | -          | -           | -          | 0      | Eccellenza         |
| 7    | US Venafro       | -         | -          | -           | -          | 0      | Eccellenza         |

Calcio Giovanile:
- Polisportiva Ss.Pietro e Paolo Termoli
- Mirabello Calcio
- i Sanniti
- Campobasso Academy
- S.S Adriatica Campomarino
- Acli

Calcio a 5 SERIE A2 NAZIONALE:
- CLN CUS Molise

Calcio a 5 SERIE B NAZIONALE:
- Chaminade Campobasso
- Sporting Venafro

### Pallamano
Pallamano Maschile:
- Handball Club Campobasso
- Campitello Matese

### Hockey
- A.S.D. Aesernia
- A.S.D Kemarin Hockey Inline

### Karate
- A.S.D. Karate Team Isernia
- A.K.S. Agnone

### Kickboxing
- A.S.D. Karaky Team Italia
- Fighting Ring Bojano

### MMA e Sambo
- A.S.D. Karaky Team Italia

### Pallanuoto
- Waterpolo Campobasso 2001
- A.S.D. Termoli Pallanuoto

### Pallavolo
Pallavolo Maschile:
- S.E.C. Isernia
- Pallavolo Agnone
- Volley Campobasso
- Volley Bojano
- Volley Termoli
- Volley Venafro

Pallavolo Femminile:
- A.S. Eurovolley Campobasso
- FVC Effe Sport Isernia
- a.s.d. volley TERMOLI

### Rugby
Rugby Maschile
- Hammers Rugby Campobasso

### Sci
- Sci club campitello matese
- Sci Club Bojano